# Turistická značená trasa 1804
 Turistická značená trasa 1804 je 11,5 km dlouhá modře značená krkonošská trasa Klubu českých turistů v okrese Trutnov spojující Špindlerův Mlýn s Vrchlabím. Její převažující směr je jižní. Větší část trasy se nachází na území Krkonošského národního parku.

## Průběh trasy
Turistická trasa má svůj počátek na náměstí ve Špindlerově Mlýně, kde plynule navazuje na stejně značenou Harrachovskou cestu a kudy prochází červeně značená trasa 0402 z Horních Míseček na Luční boudu. Trasa vede jihovýchodním směrem nejprve v souběhu se stejně značenou trasou 1807 do Dolního Dvora a dvojicí zeleně značených tras a to 4206 do Pece pod Sněžkou a 4207 na Hrnčířské Boudy. Od městského infocentra pokračuje souběh již jen s trasou 4207. Obě přecházejí Svatopetrský potok a vedou po asfaltové komunikaci k západu. Před Tabulovými Boudami souběh končí a trasa 1804 stoupá k jihozápadu lesní cestou na luční enklávu Hromovka. Za ní se nachází rozcestí se zde výchozí žlutě značenou trasou 7201 vedoucí o něco východněji rovněž do Vrchlabí. Trasa 1804 pokračuje po lesní cestě přibližně k jihu skrz přezimovací oboru do údolí Dřevařského potoka, kde se kříží opět se zeleně značenou trasou 4207. Trasa 1804 vede dále lesní cestou k jihozápadu přes Klauslovy Boudy a dále k jihu západním svahem Struhadla do Přední Labské. U místní zvoničky se nachází rozcestí se zde výchozí žlutě značenou trasa 7307 do Vítkovic. Trasa 1804 vede dále k východu lesem a přes luční enklávy po stále se horšící cestě ke Krahulčímu potoku, odkud se cesta postupně opět zkvalitňuje, a kde se stáčí k jihu, a pokračuje do Hořejších Herlíkovic. Zde se nachází rozcestí se zde výchozí žlutě značenou trasou 7262 na Benecko. Za Hořejšími Herlíkovicemi přechází trasa na lesní pěšinu, míjí Seidlovy Domky, přechází Richterovu strouhu a vstupuje do zástavby Hořejšího Vrchlabí. Současně vstupuje do souběhu s červeně značenou trasou 0406 z Luční boudy. S ní sestupuje k silnici II/295, kde končí. Trasa 0406 pokračuje dále do centra města.

## Uzavření úseku nad Michlovým mlýnem
Nad Michlovým mlýnem prochází trasa přezimovací oborou. Z tohoto důvodu je úsek mezi luční enklávou Hromovka a Klauslovými Boudami 1. 12. – 30. 4. Totéž se týká zeleně značené trasy 4207, se kterou se trasa 1804 křižuje v údolí Dřevařského potoka.

## Turistické zajímavosti na trase
- Bílý most ve Špindlerově Mlýně
- Zvonička na Přední Labské
- Evangelický kostel v Hořejších Herlíkovicích